# Échevis
Échevis är en kommun i departementet Drôme i regionen Auvergne-Rhône-Alpes i sydöstra Frankrike. Kommunen ligger i kantonen Saint-Jean-en-Royans som tillhör arrondissementet Valence. År 2022 hade Échevis 56 invånare.

## Befolkningsutveckling
Antalet invånare i kommunen Échevis
Referens:INSEE